# Донака О’Калахан
Донака О'Калахан (енгл. Donncha O'Callaghan; 24. март 1979) професионални је ирски рагбиста, који тренутно игра за Вустер вориорсе. Освојио је светско првенство за младе играче до 19 година, са репрезентацијом Ирске, заједно са најбољим центром свих времена Брајаном О'дрисколом. За Манстер је дебитовао против Алстера 4. септембра 1998. Био је у стартној постави Манстера, који је освојио куп европских шампиона (2006) и келтску лигу (2003). У сезони 06-07 постигао је фантастичан есеј, против Лестера, претрчао је са лоптом 55 метара. Био је и у стартној постави Манстера, када је овај ирски тим освојио куп европских шампиона 2008. Освојио је још једном келтску лигу 2009. Освојио је по трећи пут келтску лигу 2011. 3. септембра 2015. објављена је вест да је О'Калахан потписао за Вустер. За репрезентацију Ирске је дебитовао против Велса у купу шест нација 22. марта 2003. Играо је на светском првенству 2003. у групним утакмицама против Аустралије и Румуније. Играо је на свих 5 утакмица за Ирску на светском првенству 2011. Ишао је на 2 турнеје са лавовима (2005, 2009). Са Ирском је освојио грен слем у купу шест нација 2009. Ожењен је и има три ћерке. Његов рођак Џорџ О'Калахан је професионални фудбалер. 